# Fischer György (zongorista)
Fischer György, Georg Fischer (Budapest, 1935. augusztus 12. – Köln, 2020. október 25.) magyar zongoraművész, karmester, Kádár Flóra színésznő sógora, Fischer Péter operatőr és fotóriporter öccse, valamint Fischer Sándor karmester unokaöccse, Fischer Ádám és Fischer Iván unokatestvére.

## Élete

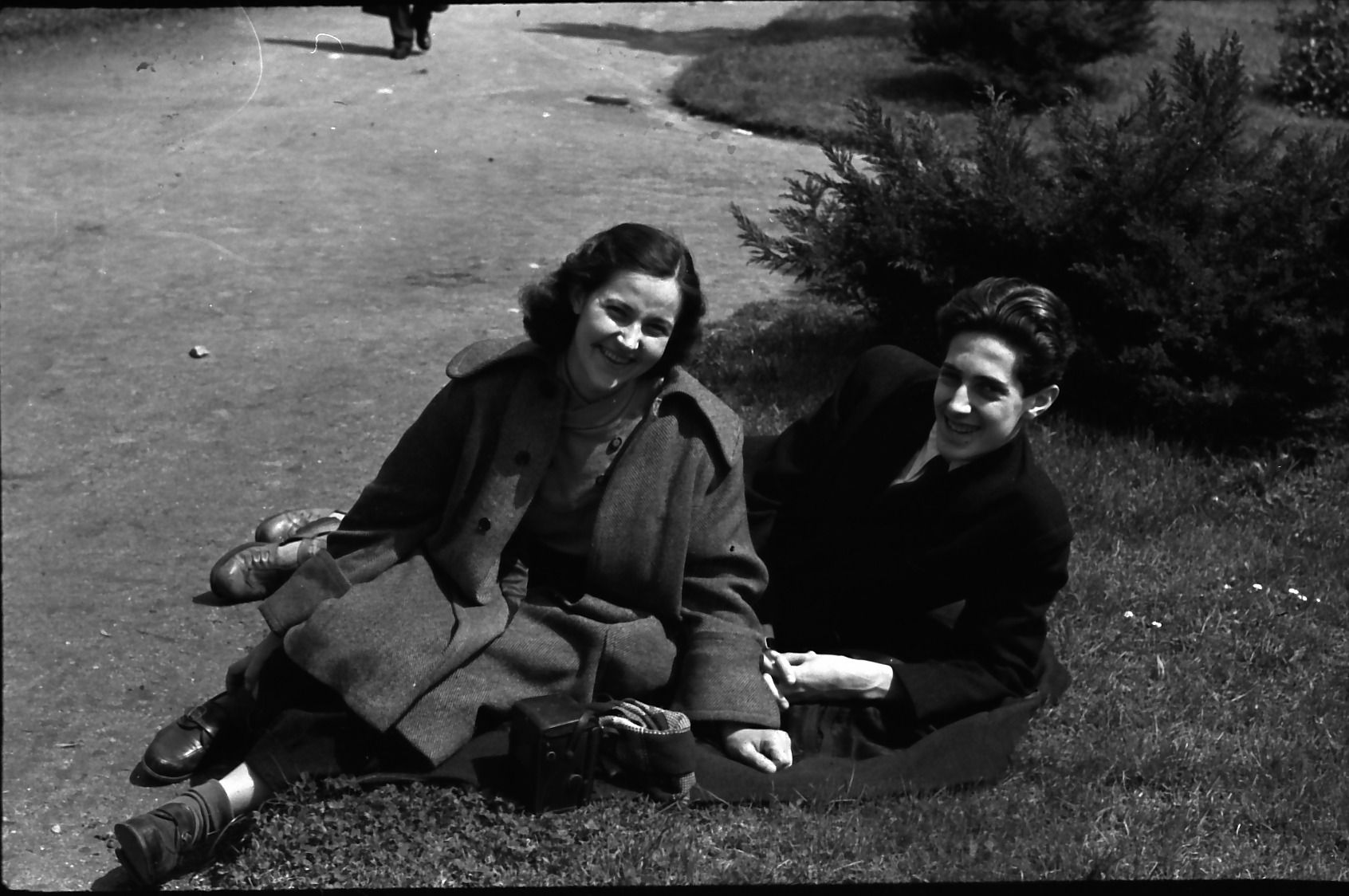
Fischer György a sógornőjével, Kádár Flóra színésznővel. A képet a testvér és férj, Fischer Péter készítette az 1950-es években.

Édesapja Fischer Pál mérnök, az édesanyja Bader Lola, bátyja Fischer Péter operatőr és fotóriporter, Kádár Flóra férje. Fischer György nagybátyja volt Fischer Sándor karmester, az unokatestvérei pedig Fischer Ádám és Fischer Iván.

10 éves volt, mikor az édesapja meghalt 1945-ben. Édesanyja újra férjhez ment, második férje Szebényi Andor (1900–1969) volt.

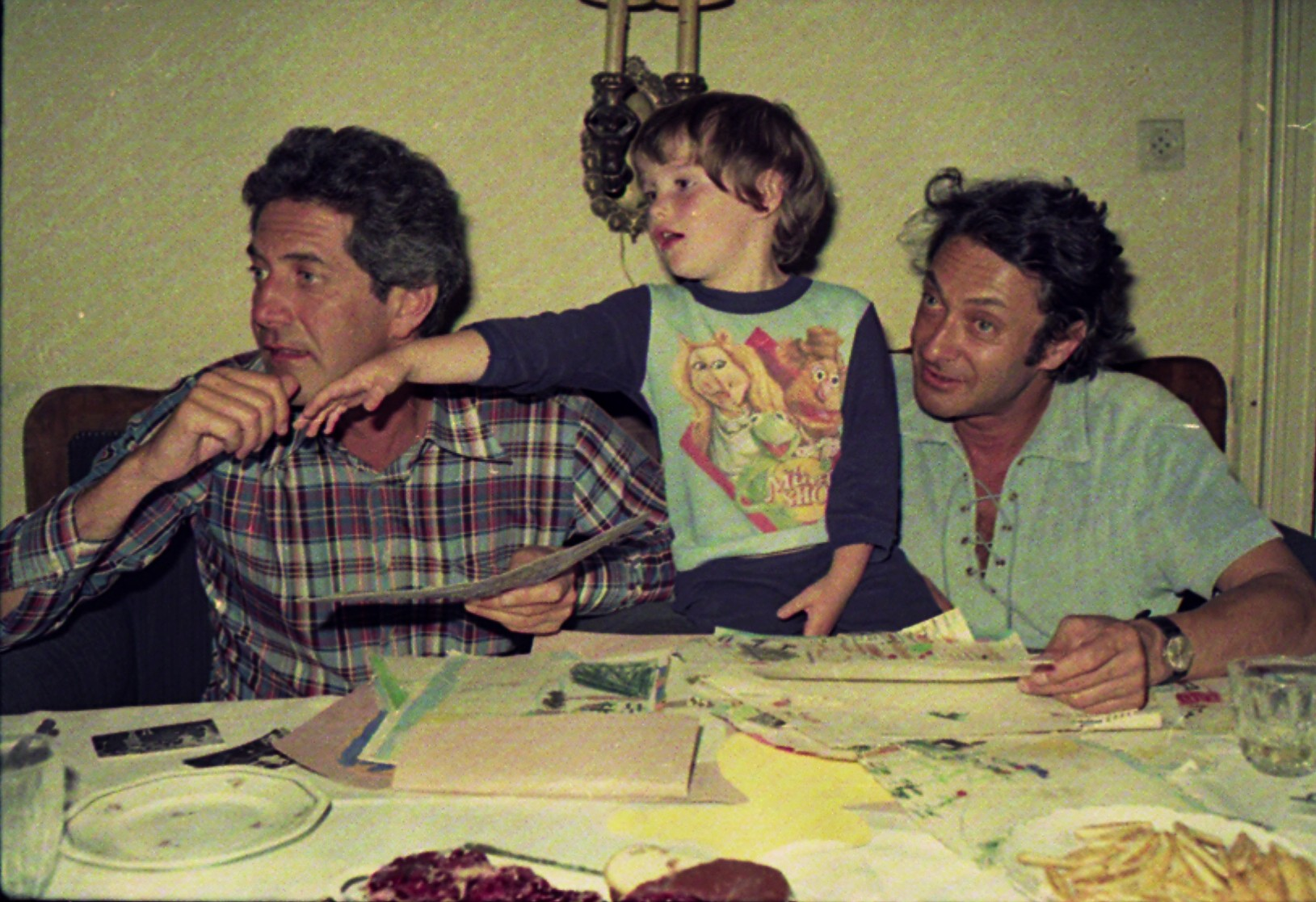
Fischer György (balra) a bátyjával, Fischer Péterrel és az unokahúgukkal magyarországi hazalátogatásuk idején

Bátyja a feleségével, Kádár Flórával a házasságuk alatt a Fischerék szülei lakásának a cselédszobájában laktak, Fischer György pedig ekkor a nagybátyjuknál, Fischer Sándoréknál lakott az unokatestvéreivel, Fischer Ádámmal és Ivánnal.
Fischer György a Liszt Ferenc Zeneművészeti Főiskolán kezdte felsőfokú zenei tanulmányait.
Fischer György és bátyja 1956 novemberében elhagyta az országot. A salzburgi Mozarteum Egyetemen folytatta ekkor az egyetemi képzést. Herbert von Karajan asszisztenseként a bécsi Állami Operában vezényelte Mozartnak A varázsfuvola és a Szöktetés a szerájból c. operáit.
Első felesége Lucia Popp szlovák operaénekes volt. A válásuk után az amerikai hegedűművészt, Ida Bielert vette feleségül, de egyik házasságából sem született gyermeke.
Fischer György Kölnben élt, ahol a kölni opera zenei vezetőjeként ment nyugdíjba.